# Brodawnik żółtobrzuchy
Brodawnik żółtobrzuchy (Philepitta schlegeli) – gatunek małego ptaka z rodziny brodawników (Philepittidae), endemit Madagaskaru. Bliski zagrożenia wyginięciem.

## Taksonomia
Po raz pierwszy gatunek opisał Hermann Schlegel w 1867. Opis ukazał się w Recherches sur la faune de Madagascar et de ses dépendances. Autor nie wskazał dokładnego miejsca zebrania holotypu. Obserwował zarówno samce, jak i samice. Nowemu gatunkowi nadał nazwę Philepitta schlegeli, która jest obecnie (2020) akceptowana przez Międzynarodowy Komitet Ornitologiczny. Brodawnik żółtobrzuchy to gatunek monotypowy.

## Morfologia

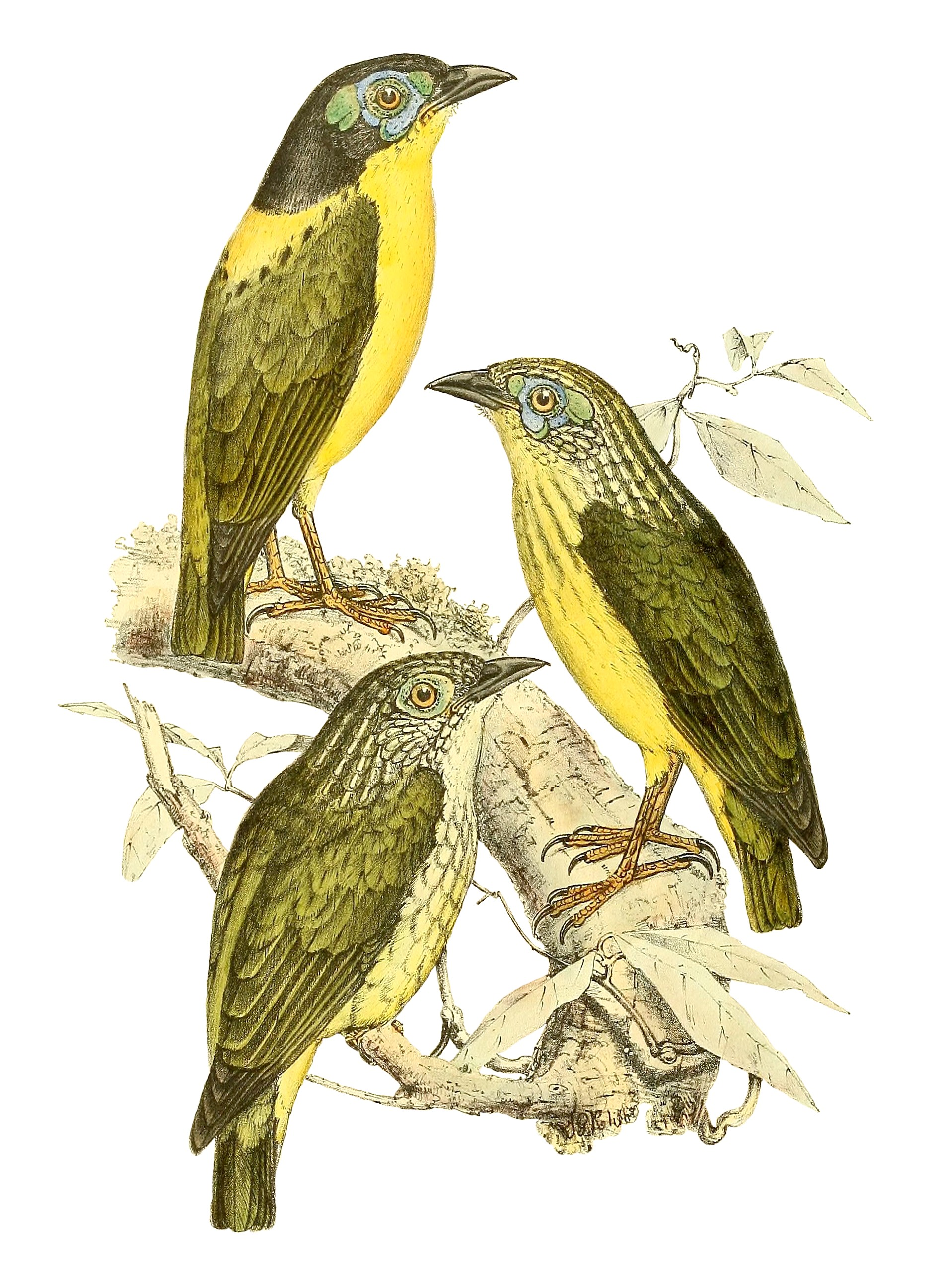
Od góry: samiec, samica, młoda samica

Długość ciała wynosi 12,5–14 cm. Autor pierwszego opisu podał następujące wymiary (w calach francuskich, oryginalne wymiary zaprezentowane przez autora w nawiasie): długość skrzydła wynosi około 74–77 mm (2 cale i 9–10 linii), długość ogona około 38–40,5 mm (17 do 18 linii), dzioba około 11–13,5 mm (5–6 linii), skoku 18–20 mm (8–9 linii). Występuje dymorfizm płciowy w upierzeniu. Samce mają czarne głowy z barwnymi brodawkami (można wyodrębnić 3 odstające płaty) – zielonymi z przodu i z tyłu oka, a niebieskimi dookoła. Grzbiet porastają pióra zielone, widoczna żółta obroża; spód ciała ma barwę jaskrawożółtą. Samica z wierzchu jest zielona, a jej żółtą spodnią część ciała pokrywają ciemniejsze pasy. Nie występują u niej barwne brodawki, ma za to jasnoróżową obrączkę oczną. Dziób czarny, nogi łupkowobrązowe, tęczówka jasnobrązowa.

## Zasięg występowania
Endemit zachodniego, północno-zachodniego i północnego Madagaskaru. Na północy sięga do Andavakoera, na południu do miejsca około 70 km na północ od miasta Morondava.

## Ekologia i zachowanie
Środowiskiem życia brodawników żółtodziobych są głównie wilgotne lasy, lokalnie odwiedza również te suche, szczególnie w obszarach z wapieniami. Żywią się niewielkimi owocami (m.in. Petchia, toinowate) oraz nektarem. Według autora oryginalnego opisu reprezentanci gatunku mogą być obserwowani m.in. wraz z wangami błękitnymi (Cyanolanius madagascarinus). Schlegel stwierdził również, że krzyk brodawnika żółtobrzuchego przypomina krzyk pustułki malgaskiej (Falco newtoni) i brzmi jak szybkie cit-cit-ci.
Rozród słabo poznany. Obserwowano budowę gniazd od października do grudnia. Prawdopodobnie u przedstawicieli P. schlegeli występuje poligynia. Gniazdo ma kształt sferyczny, jest przytwierdzone do gałęzi. Budulec stanowią mchy, kora i fragmenty liści, spojone pajęczyną.

## Status zagrożenia
IUCN uznaje brodawnika żółtobrzuchego za gatunek bliski zagrożenia (NT, Near Threatened). Liczebność populacji nie została oszacowana, ale ptak ten opisywany jest jako raczej rzadki. BirdLife International ocenia trend liczebności populacji jako spadkowy ze względu na postępujące niszczenie siedlisk. Suchym lasom w obrębie zasięgu P. schlegeli zagrażają wypalanie, nadmierny wypas bydła oraz wycinka drzew pod rozpałkę i budulec. W okolicach Sambirano wydobywanie złota poskutkowało zniszczeniem części okolicznego wilgotnego lasu oraz napływem ludności do tego obszaru. Z drugiej strony środkowe części zasięgu, położone w masywach, są objęte obszarami chronionymi.